# Jonathan Kaye
Jonathan Kaye (* 2. August 1970 in Denver, Colorado) ist ein US-amerikanischer Profigolfer der PGA TOUR.

## Karriere
Als Amateur gewinnt er 1992 die Ping Intercollegiate im Stechen gegen Phil Mickelson, wird 1993 Berufsgolfer und debütiert im Jahr darauf auf der PGA TOUR. Wegen einiger Verletzungen gestalten sich seine ersten paar Saisonen unrhythmisch und Kaye wechselt öfter zur zweitgereihten Nationwide Tour. Ab 1998 erhält sich Kaye durch zahlreiche Top-10-Platzierungen (darunter einige zweite und dritte Plätze) beständig die Spielberechtigung auf der Tour und gewinnt bislang zwei Turniere. Einen weiteren Sieg – den ersten – vergibt er 2002 im Stechen. Er hat sich das Golfspiel selbst beigebracht und meint dazu augenzwinkernd, niemand anderer könnte ihm sonst einen derartigen Golfschwung beibringen.

## Kurioses
Kaye ist auch für sein unorthodoxes Benehmen bekannt. Der auffälligste Vorfall im Laufe seiner Karriere geschieht 2001, einen Monat nach dem unsäglichen 9/11 Attentat, und führt zu einem heftigen Medienwirbel. Bei der Michelob Championship im Kingsmill Golf Club führt Kaye nach zwei Runden das Turnier an und geht Richtung Umkleideraum. Ein Sicherheitsposten verweigert ihm den Zutritt, weil er keine Identifizierungskarte sichtbar angebracht hat. Kaye findet die ID-Karte und befestigt diese provokant am Reißverschluss seiner Hose. Der Security-Mann beschwert sich, und Kaye wird daraufhin vom PGA Tour-Bevollmächtigten Tim Finchem für zwei Monate vom Turnierbetrieb ausgeschlossen. Dieser Eklat wird seither von den Tour-Verantwortlichen tot geschwiegen, und weder Kaye noch der Mann vom Sicherheitsdienst dürfen dazu Stellung nehmen.

## PGA Tour Siege
- 2003 Buick Classic
- 2004 FBR Open

## Andere Turniersiege
- 1996 Colorado Open